# Drestedt
Drestedt là một đô thị thuộc huyện Harburg, bang Niedersachsen, Đức. Đô thị này có diện tích 5,71 km².